# Rebelstar: Tactical Command
Rebelstar: Tactical Command é um jogo de estratégia por turnos para Gameboy Advanced da Codo Games em 2005 lançado na Europa pela Atari e nos EUA pela Namco. A história do jogo é algo como ficção científica.

## Jogabilidade
Em geral joga-se o jogo escolhendo o equipamento das unidades no Equip Squad, escolhendo os soldados a jogar e a sua localização através do menu Deployment num campo limitado de quadrados que aparece nessa fase em azul, por fim começa-se o jogo em Start Mission.
A fase da batalha em si faz-se ao selecionar os soldados individualmente e dando-lhes ordens de acção. As acções possíveis são: Move (Andar), Shoot (Disparar), Overwatch, Throw (Atirar), Drop (Deixar cair), Equipment (Equipamento), Give (Dar), Reload (Recarregar), Heal (Curar), Rally (Motivar), Turn (Virar), Status (Estado), Cancel (Cancelar).

### Sistema de níveis
Ao subir de nível sobe-se um número aleatório de pontos nos atributos e um ponto com o qual se pode escolher um campo de especialidade.

#### Campos de especialidade
- Rifle Weapons: Sobe Perception, Dexterity, Inteligência e a habilidade de se utilizar a classe de armamento Rifle.

- Heavy Weapons: Sobe Strength, Courage, Perception e a habilidade de se utilizar a classe de armamento Heavy Weapons.

- Hand Guns: Sobe Courage, Perception, Dexterity e a habilidade de se utilizar a classe de armamento Hand Guns.

- Close Combat: Sobe Strength, Courage, Dexterity, e a habilidade de se utilizar a classe de armamento Close Combat.

- Stealth: Sobe Speed, Perception e Dexterity.

- Command: Sobe Courage, Intelligence, Leadership e a acção de Rally.

- Medic: Sobe Dexterity, Intelligence e a habilidade de se utilizar a classe de armamento Medic.

#### Atributos
- Speed (Velocidade): Influência a quantidade de movimento que um soldado tem.

- Strength (Força): Influência a quantidade de peso que o soldado pode carregar, a quantidade de dano que dá com certas armas e o quão longe pode atirar (throw) coisas.

- Courage (Coragem): Influência as chances de entrar em pânico (aumenta a moral)

- Perception (Percepção): Influência o campo de visão do soldado.

- Dexterity (Destreza): ???

- Intelligence (Inteligência): ???

- Leadership (Liderança): Disponibiliza a acção Rally (caso o soldado tenha a maior leadership em campo) e aumenta a eficácia do Rally.

### Barras: Verde, Vermelha e Azul
Existem três barras no jogo (que se encontram debaixo da imagem de um soldado ou alien quando este está selecionado) as quais mostram três informações importantes. Cada uma delas tem uma imagem, um número e uma cor. O número à esquerda é o número presente de pontos e o número à direita da barra é o número máximo que a barra pode atingir.
- Barra Verde:

Tem o sinal de duas pernas. É a barra relativa ao AP (Action Points).
- Barra Vermelha:

Tem o sinal de um coração antes.
- Barra Azul:

Tem o sinal de um smile (sorriso). É a barra relativa ao moral.

### Pontos: HP, EP, AP e Moral
Os pontos são utilizados para várias variantes que influenciam em grande parte o jogo.
- HP:

São os pontos de vida (Hit Points, HP) que se vão perdendo à medida que a unidade sofre dano. Quando chega a zero, o soldado ou alien morre.
- EP:

São os pontos de experiência (Experience points, visíveis no Status de cada unidade. O número à esquerda é o número de EP que a unidade tem e o à direita o necessário para ela subir de nível.
- AP:

São os pontos de acção (Action Points). A unidade necessita deles para fazer, como é claro, acções (mover, disparar, atirar, etc.). Os pontos voltam ao seu máximo no início de cada turno.
- Moral:

Cada unidade (aliens e soldados) têm uma moral que, caso chegue perto do zero, faz com que a unidade entre em pânico por um ou mais turnos. Aquando o pânico a unidade deixa de ser controlada pelo jogador e tenta fugir dos inimigos sem se tentar defender.

### Acções
- Move (Andar)

Andar serve para se aproximar dos inimigos e se esconder atrás de objectos para evitar ou diminuir a chance de se levar dano. Apesar da probabilidade que é demonstrada quando se seleciona a acção shoot não se mudar, quanto mais perto do inimigo, maior é a chance de se acertar nele.
Quando se seleciona esta acção os campos onde o soldado pode andar encontram-se em três cores:
- - Laranja: Pode-se utilizar todas as opções de shoot (disparo).
  - Amarelo: Pode-se utilizar pelo menos uma opção de shoot (disparo).
  - Verde: Não se poderá utilizar qualquer opção de shoot (disparo).

- Shoot (Disparar)

Ao se selecionar esta opção aparecem tantas opções quantas possíveis para a arma que o soldado tem equipada e apenas as opções que o soldado tenha APs para. Os tipos de tiro são:
- - Snapshot: Um tiro apenas. Tem menos chances de calhar do que o aimed, mas custa menos APs.
  - Aimed: Um tiro apenas. Tem mais chances de calhar do que o snapshot, mas custa mais APs.
  - Snap Burst: Vários tiros. É o que custa menos APs dos Burst.
  - Aimed Burst: Vários tiros. É o que tem mais probabilidade de calhar dos Burst.
  - Spread Burst: É o que tem menos probabilidade de calhar dos Burst, mas dá mais tiros que os outros.

Quando se escolhe um tipo de tiro aparece o cursor com um sinal de mira por cima do quadrado selecionado, com o qual se deve selecionar o alvo do tiro. Depois de um tiro, continuará neste modo de disparar até que se gaste todos os APs suficientes para se disparar o tiro, podendo-se cancelar um outro tiro carregando no bptão B. Se tiver acabado os APs suficiente para outro tiro do mesmo tipo, ele voltará ao menu principal da acção Shoot e mostrará os tipos de tiros que ainda se pode dar.
- Overwatch (Vigia)

Overwatch serve para se fazer a vigia. Quando se seleciona esta opção vê-se como se fosse o menu da acção shoot (disparar), mas com umas modificações, entre elas o Setup Overwatch Initiative (em percentagem) que mostra qual a iniciativa do soldado disparar quando aparecer o inimigo. Note-se que quanto mais movimentos o inimigo fizer, mais as vezes que se testará a inciativa de overwatch e note-se também que o soldado dispará somente tantos tiros quantos tiver guardado APs para.
- Throw (Atirar)

Esta acção serve para duas coisas:
- - Atirar granadas, que explodirão assim que tocarem no chão.
  - Atirar armamento, para, por exemplo, mandar equipamento a uma unidade que não se consegue passar pela acção Give (Dar), ou seja se estiver demasiado longe. Mas também serve para se libertar de peso extra quando, por exemplo, se tem uma arma sem munições, fazendo assim com que a unidade ande mais rápido.

O Throw atira a arma que se encontra equipada.
- Drop (Deixar cair)

Esta acção serve principalmente para se deixar cair armamento inútil ou armamento que queremos que outra unidade que vá passar por ali apanhe. Ao se selecionar esta acção o soldado deixará cair a arma equipada.
- Equipment (Equipamento)

Esta acção serve para se mudar de equipamento. Só se pode usar o equipamento que esteja equipado. Note-se só se equipa ammo (munições) para se atirar, dar, etc, não é necessário equipar para recarregar.
- Give (Dar)

Esta acção serve para se passar equipamento para os outros soldados. Só se pode usar com outros soldados em quadrados adjacentes. O soldado dará o equipamento que tiver equipado.
- Reload (Recarregar)

Serve para se recarregar a arma de tiros que se tenha. É necessário ter ammo (munições) para se fazer esta acção. Não é necessário equipar a ammo (munição), apenas tê-la no equipamento.
- Heal (Curar)

Necessita-se de ter uma unidade magoada em quadrados adjacentes para se utilizar esta acção. Heal tem quatro opções:
- - Restore HPs: Cura os hit points (HP) do outro soldado.
  - Remove Stun: Tira o stun do outro soldado.
  - Boost Morale: Dá mais moral ao outro soldado.
  - Cancel: Cancela a acção de Heal.

- Rally (Motivar)

Rally serve para se motivar (dar moral) aos outros soldados. Somente o soldado com maior leadership em jogo é capaz de fazer esta acção. O soldado alvo de Rally não precisa de estar adjacente, mas perto. Pode-se escolher com o cursor, depois de escolhida esta acção, qual o soldado a motivar.
- Turn (Virar)

A direcção para onde o soldado ou inimigo está virado influência a percentagem de probabilidade de levar dano que a unidade tem quando atacada com, por exemplo, facas, sendo que estar de costas recebe mais probabilidade de ser atingida e estar virada de frente recebe menos probabilidade.
Quando se seleciona esta opção deve-se carregar no gatilho R com o cursor num quadrado do mapa que esteja na direcção que se deseje virar o soldado para.
- Status (Estado)

No Status dá para ver quatro coisas. A primeira é a imagem, nome, nível e pontos de experiência (EP) do soldado (incluindo quantos faltam para subir de nível). As outras três:
- Skills: As habilidades do soldado (Rifle, Medic, etc.).
- Equipment: O equipamento que a unidade tem.
- Attributes: Os seus atributos.
- Cancel: Igual a se carregar o botão B: Cancela a selecção da unidade.

### Obstáculos
Os obstáculos como árvores, paredes, caixas e todo um leque de outras coisas influência na probabilidade de se calhar quando utilizando armas de alcance (pistolas, etc.), sendo que encontrar-se totalmente protegido por objectos faz com que o objecto leve dano por ele a não ser em caso de armas explosivas onde o objecto pode explodir (certas paredes, caixas, etc.). Portas e outras coisas fracas podem ser destruídas com armas como facas e pistolas não explosivas.

### Visão
A visão é algo extremamente importante no jogo. Cada unidade tem uma visão que é visível em azul pelo jogador quando se carrega o botão R sobre o soldado ou alien. A visão depende da percepção da unidade. O soldado e consequentemente o jogador só é capaz de ver as unidades no jogo que se encontram dentro da área de visão de um soldado seu. Os aliens também têm isso e não atacarão algo que não esteja dentro do seu campo de visão.

### Moral
A moral é importante tanto para derrotar os inimigos como para não se ser derrotado. A moral (barra azul) quando chega a zero causa pânico no soldado fazendo com que ele corra numa direcção contrária à sua ameaça. A moral baixa dependendo do número de mortes e dano que uma equipa leva. Pode-se combater o decréscimo da moral usando a acção Rally ou o Heal (opção Boost Moral).

### Classes de Armamento
Existem as classes:
- Rifles (Snipers, Sub-Machine Guns, etc.)
- Heavy Weapons (Lança-chamas, Lançador de Rockets, etc.)
- Hand Guns (Pistolas, Pistolas Laser, etc.)
- Close Combat (Facas, stun rod, etc.)
- Grenades (Granadas de fumo, Granadas de fogo, etc.)
- Armor (Armadura pesada)
- Medical (Kit Médico)
- Power Cells (Power Cells)

O jogador, à medida que avança, aprende a utilidade de, por exemplo, as Power Cells que servem para se poder utilizar as armas de laser. A skill (habilidade) do soldado escolhido é visível debaixo das Classes do Armamento para facilitar a escolha do armamento para o soldado selecionado.

## Modos de jogo

### Campanha
Na campanha o objectivo de cada capítulo podem ser um de três: destruir todos os inimigos, destruir um objectivo em especial e, por fim, fugir do mapa.
No início da campanha as batalhas começam logo seguido às partes onde a história se desenvolve (as personagens falam entre si sem interacção com o jogador), mas acabado os níveis de treino antes das batalhas o jogador tem direito a três opções: Deployment, Equip Squad e Start Mission.

### Skirmish Game
Neste modo o jogador pode escolher qualquer mapa e jogá-lo com um ou dois jogadores. Escolhe o nível dos soldados (de 1 a 10), escolhe o tamanho da squad, a raça, e depois tem as três opções pre-jogo do modo Campanha, Deplyoment, Equip Squad e Start Mission. Neste modo, o objectivo é matar todas as unidades do inimigo.

## História
A história fala sobre uma época onde a humanidade se encontra submetida aos aliens e onde um grupo de pessoas se organiza para acabar com o domínio da raça alienígena sobre a humana.

### Personagens jogáveis

#### Jorel
Jorel é um novo recruta dos Rebeldes com ascensões a líder, ele é a personagem principal do jogo. Foi a única pessoa que rejeitou o chip de localização dos aliens enquanto ainda bebé.
- Especialidade: Joga-se com Jorel desde o primeiro nível, podendo assim moldá-lo para a especialidade que se desejar.

#### Zak
Zak é um homem que veio do Texas e que lhe retiraram o implante alieanígena, conjuntamente com Ruby foram os primeiros a ser delegados para o comando de Jorel. 
- Especialidade: Heavy Weapons

#### Ruby
Ruby é uma sniper que conseguiu rejeitar o chip. Foi, com Zak, os primeiros a serem delegados para o comando de Jorel.
- Especialidade: Rifle Weapons

#### Carlos
Carlos é um Stealth. Pertencia à unidade comandada por Gordo, mas quando é preso pelos aliens e tenta encontrar Sapphire encontra Jorel, Zak e Ruby e junta-se a eles.
- Especialidade: Stealth

#### Sapphire
Sapphire foi também capturada pelos aliens quando a unidade de Gordo falha uma missão. É salva pela unidade comandada por Jorel e junta-se a eles.
- Especialidade: Medic

#### Glen
Glen é um cientista que é delegado à unidade de Jorel depois da missão onde Jorel salva Carlos e Sapphire.
- Especialidade: Nada em especial

#### Eris
Eris era a quarta pessoa da unidade de Gordo. Junta-se à unidade de Jorel quando este se torna lieutnant.
- Especialidade: Medic

#### Gordo
Gordo era o líder da unidade onde Carlos, Sapphire e Eris estavam. É delegado para a unidade de Jorel quando este se torna lieutnant.
- Especialidade: Command

### Personagens Não-jogáveis

#### Corporal Jonlan
Jonlan foi delegado como instructor de campo do Jorel. Rejeitou, como Jorel, o chip.

#### Doctor Bronstein
D. Bronstein é o cientista chefe do campo de rebeldes ao qual Jorel se juntou.

#### Klaatu
Klaatu é o Areliano (alien) que aparece nos sonhos do Jorel.

### Capítulos

#### Capítulo 1: Boot Camp
Esta é a primeira missão de treino do Jorel. Ele tem de destruir quatro robots armados. Nesta missão, recebe alguma informação sobre como mover, dar tiros, como funcionam os APs (Action Points), o que se faz ao subir de nível e outras coisas básicas sobre o sistema de menus.

#### Capítulo 2: Fog of War
Segunda missão de treino. Existem cinco robots armados no edifício, os quais ele tem de destruir. É explicado como funciona a visão e pequenos detalhes como: como se vira, como se vê a visão de unidades inimigas e aliadas, etc.

#### Capítulo 3: Overwatch
Terceira missão de treino.